# Ronan Farrow
Satchel Ronan O'Sullivan Farrow (* 19. prosince 1987 Connecticut) je americký novinář, právník a bývalý vládní poradce.
Narodil se v Connecticutu. Jeho otcem je Woody Allen a matkou Mia Farrowová. V roce 2017 zpracoval článek pro The New Yorker, který veřejně odhalil sexuální skandály producenta z hollywoodského filmového prostředí Harvey Weinsteina. Za tuto reportáž obdržel časopis The New Yorker v roce 2018 Pulitzerovu cenu za veřejné služby, o kterou se podělil spolu s dalším deníkem The New York Times.

## Novinářské počiny
V roce 2017 popisuje a zveřejňuje sexuální aféru Harvey Weinsteina.
V květnu 2018 Farrow informuje o izraelské firmě Black Cube, která byla najata, aby odkryla špinavosti na dva představitele Obamovy vlády Ben Rhodes -e a Colin Kahla, kteří byli pověřeni jednáním ohledně nuklearní dohody s Íránem. Agenti této společnosti užívali falešné identity a kontakovali další osoby s cílem diskreditovat vládní úředníky Rhodese a Kahla.